# 최거업
최거업(崔巨業, ? ~ ?)은 중국 후한 말의 무장이다.

## 생애
원소(袁紹)를 섬겼다.
점성술에 밝은 자였으며, 원소 또한 최거업으로 하여금 점을 치도록 하였다.
초평(初平) 3년(192년), 원소는 공손찬(公孫瓚)과 계교(界橋)에서 전투를 벌였고 공손찬은 패하여 계(薊)로 퇴각하였다. 최거업은 원소의 명령으로 수만 명의 군사를 이끌고 공손찬(公孫瓚)이 있는 고안(故安)을 포위하였으나, 함락시키지 못하고 남쪽으로 회군하였다. 공손찬은 3만여 명의 보병과 기병으로 이를 추격하였고, 거마수(巨馬水)에서 7~8천 명을 죽이는 성과를 올렸다.